# Singhiella malabaricus
Singhiella malabaricus là một loài côn trùng cánh nửa trong họ Aleyrodidae, phân họ Aleyrodinae.
Singhiella malabaricus được Jesudasan & David miêu tả khoa học đầu tiên năm 1991.